# تلمبه ملاموس
تلمبه ملاموس یک منطقهٔ مسکونی در ایران است که در دهستان گلاشکرد واقع شده‌است.